# Hope Powell
Hope Patricia Powell (Lewisham, 8 dicembre 1966) è un ex calciatrice e allenatrice di calcio inglese, di ruolo centrocampista.
Ha giocato per 15 anni nella nazionale inglese. Ha allenato per altri 15 anni la nazionale inglese ed è stata la selezionatrice della squadra britannica ai Giochi olimpici di Londra 2012. Dal 2017 al 2022 ha allenato la squadra femminile del Brighton & Hove.

## Palmarès

### Calciatrice
- FA Women's Cup: 2

Millwall Lionesses: 1991
Croydon: 1996
- Campionato inglese: 1

Croydon: 1995-1996

### Allenatrice

#### Club
- Campionato inglese di seconda divisione: 1

Brighton & Hove: 2017-2018

#### Nazionale
- Cyprus Cup: 2

2009, 2013

### Individuale
- Inserita nella Hall of Fame del calcio inglese nella categoria calciatrice inglese

2003